# Asutav Kogu

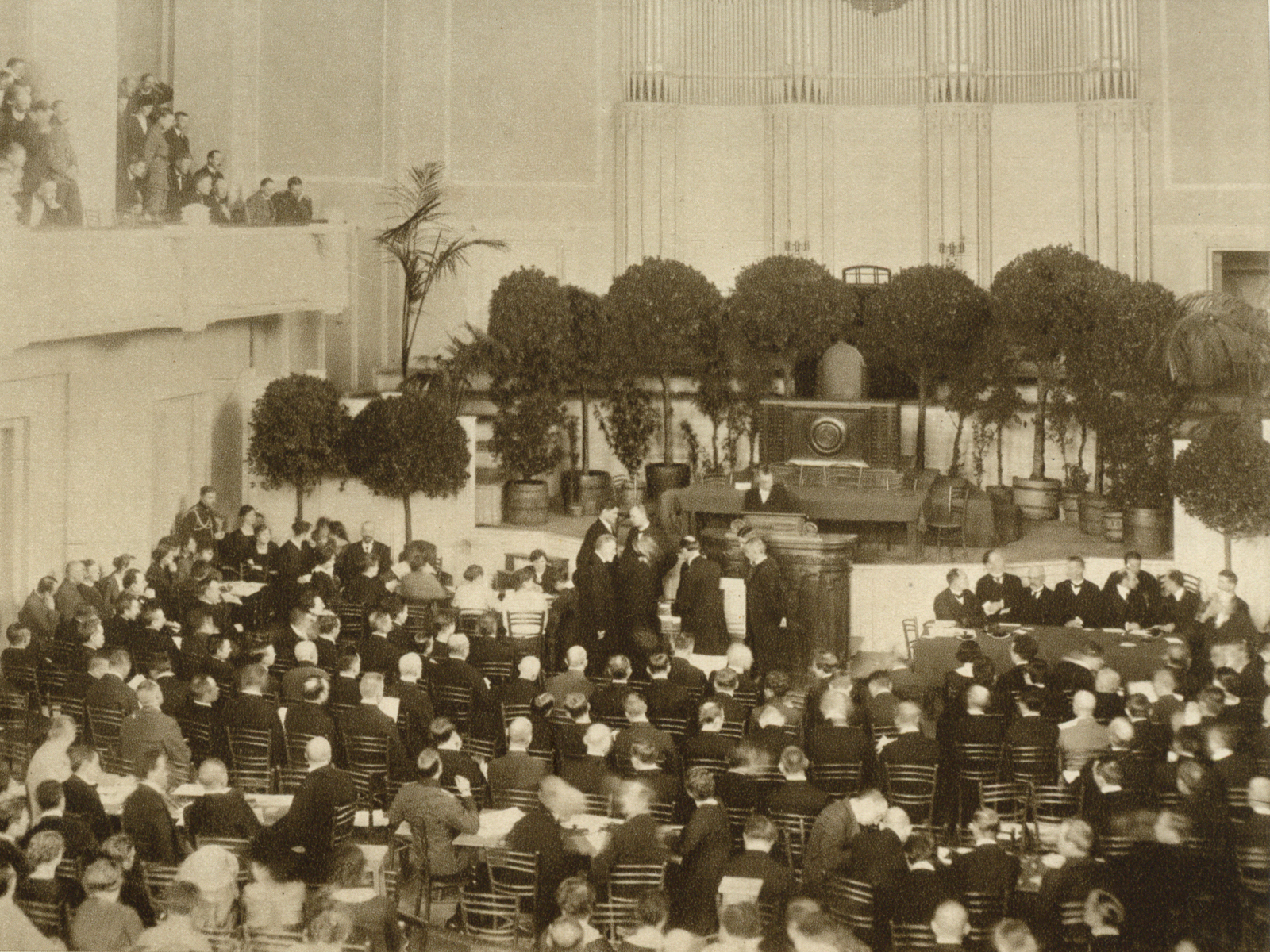
Eröffnungssitzung der Asutav Kogu. Tallinn, Konzerthaus Estonia, 23. April 1919.

Die Asutav Kogu (estnisch Gründungsversammlung) war die verfassungsgebende Versammlung der 1918 ausgerufenen Republik Estland. Sie tagte vom 23. April 1919 bis zum 20. Dezember 1920 in Tallinn.

## Vorgeschichte

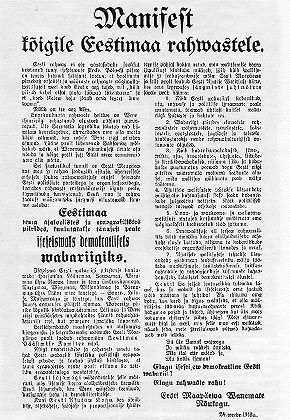
Die estnische Unabhängigkeitserklärung, das „Manifest an alle Völker Estlands“, vom 24. Februar 1918

Mit der Februarrevolution in Russland 1917 wurde auch in Estland die seit 1710 bestehende Zarenherrschaft abgeschafft. Am 12. April 1917 erließ die provisorische Regierung Russlands ein Dekret über die Autonomie Estlands. Im Mai und Juni 1917 fanden dort die allgemeinen, indirekten Wahlen zum provisorischen Landtag des Gouvernements Estland (Ajutine Maanõukogu, inoffiziell Maapäev genannt) mit Sitz in Tallinn statt.
Das Gouvernement umfasste zum Zeitpunkt der Wahl das frühere, kleinere Gouvernement Estland sowie die estnischsprachigen Gebiete des Gouvernements Livland. Der estnischen Forderung nach einer Zusammenlegung aller estnischsprachigen Gebiete in einem Gouvernement war Rechnung getragen worden. Die Wahlbeteiligung lag mit 30 % relativ niedrig. Das Wahlsystem für die 62 Sitze war sehr zeitaufwändig und kompliziert. Es führte aber zu einer ausgewogenen Stadt/Land-Verteilung der Abgeordneten und zu einer Ausbildung des estnischen Parteiensystems. Der Landtag konstituierte sich am 14. Juli 1917.
Am 28. November 1917, kurz nach dem Staatsstreich der Bolschewiki in Petrograd vom 7. November 1917, erklärte sich der provisorische Landtag in Tallinn in seiner letzten Sitzung zur obersten Gewalt in Estland bis zum Zusammentritt einer verfassungsgebenden Versammlung. Die Versammlung setzte einen Ältestenrat (Eesti maapäeva vanemate nõukogu) ein, der im Krisenfall auch die Kompetenz zur Gesetzgebung hatte. Der Forderung der Bolschewiki nach einer Selbstauflösung des Landtags kamen die Abgeordneten nicht nach. Elf Tage später wurde der Landtag von den Bolschewiki gewaltsam aufgelöst. Die Abgeordneten gingen in den Untergrund. Die Staatsgewalt in Estland wurde vom November 1917 bis Februar 1918 vom bolschewistischen Kriegs-Revolutionskomitee Estlands (Eestimaa Sõja-Revolutsioonikomitee) ausgeübt und war von Gräueltaten gegenüber Regimegegnern geprägt.
Am 19. Februar 1918 nahm der Ältestensrat des Landtags unter dem Eindruck der sich aus Estland zurückziehenden russisch-bolschewistischen Truppen im Kriegsverlauf des Ersten Weltkriegs und des sich abzeichnenden Machtvakuums das national gesinnte estnische „Selbständigkeitsmanifest“ an und bildet das dreiköpfige „Rettungskomitee“ (Päästekomitee) mit umfassenden exekutiven Befugnissen.
Der Ältestenrat des Landtags erklärte am 24. Februar 1918 in Tallinn mit dem „Manifest an alle Völker Estlands“ (Manifest Kõigile Eestimaa Rahvastele) unter Berufung auf die Volkssouveränität endgültig Estlands staatliche Unabhängigkeit von Russland. Am selben Tag bestimmte er die 13-köpfige Provisorische Regierung Estlands, der auch Mitglieder der nationalen Minderheiten angehören sollten.
Bereits am folgenden Tag wurde Tallinn im Zuge des Ersten Weltkriegs von kaiserlichen deutschen Truppen besetzt. Führende estnische Politiker mussten erneut in den Untergrund gehen. Erst mit dem Zusammenbruch des deutschen Kaiserreichs konnte am 11./14. November 1918 die Provisorische Regierung wieder die effektive Staatsgewalt über das Gebiet der Republik Estland ausüben. Auch der Landtag konnte seine Arbeit wieder aufnehmen. Die Situation blieb allerdings äußerst instabil.
Am 28. November 1918 überfielen Truppen der Bolschewiki Estland. Im anschließenden Estnischen Freiheitskrieg, der bis zum Februar 1920 dauerte, konnte Estland seine staatliche Unabhängigkeit aber militärisch behaupten. Die Kriegssituation prägte allerdings die Arbeit der verfassungsgebenden Versammlung der jungen Republik.

## Wahl zur Asutav Kogu

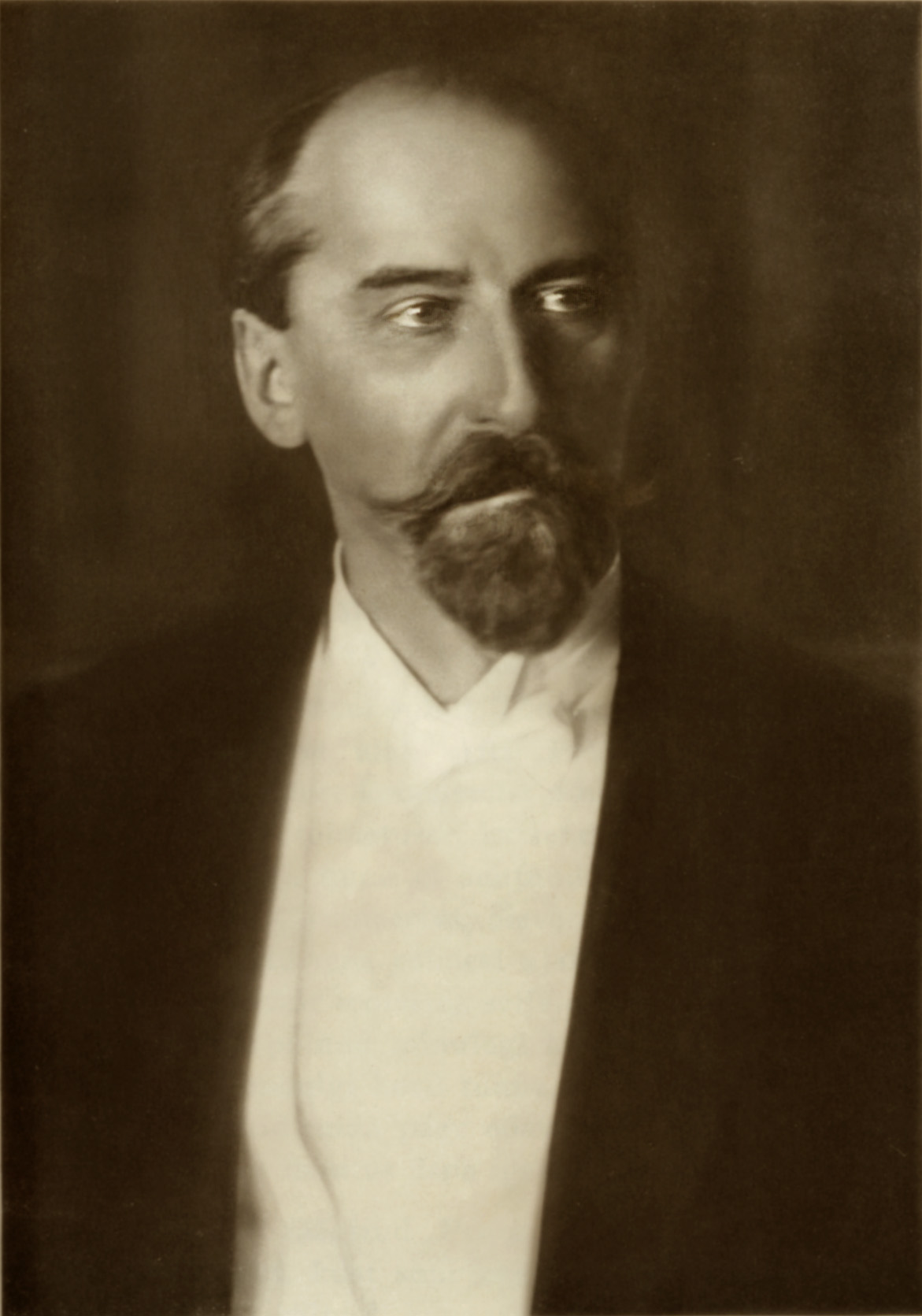
Jaan Tõnisson, einer der führenden Politiker Estlands, war von November 1919 bis Juni 1920 estnischer Ministerpräsident

Vom 5. bis 7. April 1919 fand die Wahl zur verfassungsgebenden Versammlung der Republik Estland statt. Sie wurde als Ausdruck der pouvoir constituant des estnischen Volkes angesehen. Wahlberechtigt waren alle erwachsenen Männer und Frauen, die in Estland lebten. Die Wahlen waren frei, gleich, geheim und unmittelbar. Sie fanden auf der Grundlage des Verhältniswahlrechts statt.
Zehn Parteien oder Gruppen bewarben sich um die 120 Sitze in der Asutav Kogu. Die wichtigsten waren die Landunion (Maaliit) von Regierungschef und Kriegsminister Konstantin Päts, die Estnische Volkspartei (Eesti Rahvaerakond) des Journalisten Jaan Tõnisson, die Estnische Arbeitspartei (Eesti Tööerakond) und die Estnische Sozialdemokratische Arbeiterpartei (Eesti Sotsiaaldemokraatiline Tööliste Partei).
Die Wahlbeteiligung war mit 80 % sehr hoch. Insgesamt gaben 467.906 estnische Bürger gültige Stimmen ab. Die Wahlen verliefen fair und demokratisch. Die sozialdemokratischen Parteien erhielten die Mehrheit der Sitze. Überraschend war vor allem die Niederlage des Maaliit unter Regierungschef Päts, der nur auf den vierten Platz kam. Drei Sitze gingen an die deutsche, ein Sitz an die russische Minderheit in Estland. Die estnischen Bolschewiki hatten an der Wahl nicht teilgenommen und zu deren Boykott aufgerufen.
In der Asutav Kogu saßen 25 Juristen, 11 Journalisten, 7 Agronomen, 6 Landwirte, 3 Lehrer, 2 Schriftsteller, 2 Studenten sowie weitere Berufsgruppen. Unter den gewählten Abgeordneten waren sieben Frauen.

## Wahlergebnis
| Partei                                       | Stimmen | Sitze |
| Eesti Sotsiaaldemokraatiline Tööliste Partei | 152.341 | 41    |
| Eesti Tööerakond                             | 114.879 | 30    |
| Eesti Rahvaerakond                           | 94.892  | 25    |
| Eesti Maarahva Liit                          | 29.989  | 8     |
| Eesti Sotsialistide-Revolutsionääride Partei | 26.536  | 7     |
| Eesti Kristlik Rahvaerakond                  | 20 157  | 5     |
| Saksa erakond Eestimaal                      | 11.462  | 3     |
| Vene Kodanikkude Kogu                        | 5.765   | 1     |
| Hiiu saare elanike partei                    | 1.090   | 0     |
| Üle-eestimaaline Meremeeste Liit             | 795     | 0     |

## Arbeit der Asutav Kogu
Am 23. April 1919 fand die Eröffnungssitzung der Asutav Kogu im Konzerthaus Estonia in Tallinn statt. Spätere Sitzungen wurden im Weißen Saal des Schlosses auf dem Tallinner Domberg durchgeführt. Der 23. April war nicht zufällig gewählt, da er in der estnischen Geschichte mit dem Aufstand in der Georgsnacht 1343 gegen die Fremdherrschaft verbunden ist. Zum Vorsitzenden der Versammlung wurde der sozialdemokratische Jurist August Rei gewählt.

## Sitzungsperioden
1. 23. April bis 5. Juni 1919 (27 Sitzungen)
2. 17. Juni bis 20. Dezember 1919 (70 Sitzungen)
3. 20. Januar 1920 bis 26. März 1920 (22 Sitzungen)
4. 13. April bis 31. Juli 1920 (35 Sitzungen)
5. 7. September bis 20. Dezember 1920 (16 Sitzungen)

## Gesetzgebung
Die Asutav Kogu war in der Folge sowohl verfassungsgebende Versammlung wie auch Legislativorgan der Republik Estland.
Am 3. Mai wurde einstimmig ein Amnestiegesetz verabschiedet, das hauptsächlich Verurteilten zugutekam, die unter der Kriegsgesetzgebung des Ersten Weltkriegs inhaftiert worden waren. Am selben Tag beschloss die Versammlung ein neues Schulgesetz, das eine kostenlose, sechsjährige Schulpflicht für alle vorsah.
Am 8. Mai 1919 führte das Parlament die erste reguläre estnische Regierung unter Führung von Ministerpräsident Otto August Strandman (Eesti Tööerakond) in ihr Amt ein. Gleichzeitig endete damit das Mandat der Provisorischen Regierung.
Am 19. Mai 1919 nahm die Asutav Kogu eine Deklaration über die staatliche Unabhängigkeit Estlands an. Sie bestätigte darin die Abspaltung von Russland „aus historischen Gründen“. Die Deklaration war vor allem für das Ausland bestimmt. Sie hatte den Zweck, den Boden für die de jure Anerkennung des jungen Staates zu bereiten. Während der Abstimmung verließen die deutschbaltischen Abgeordneten den Saal. Der Abgeordnete der russischen Minderheit enthielt sich der Stimme.
Am 13. Februar 1920 ratifizierte die Asutav Kogu den Friedensvertrag von Tartu vom 2. Februar 1920, das völkerrechtliche Gründungsdokument der Republik Estland. Mit ihm wurde der Estnische Freiheitskrieg beendet. In dem Vertrag erkannte Sowjetrussland die staatliche Unabhängigkeit und die Grenzen Estlands „für alle Zeit“ an.

## Landreform
Am 10. Oktober 1919 verabschiedete die Versammlung gegen die Stimmen der Deutschbalten das radikale Landgesetz (Maaseadus) zur Enteignung des Großgrundbesitzes sowie einiger Kirchengüter in Estland. 2,346 Millionen Hektar einschließlich des Viehbestands und der landwirtschaftlichen Produktionsmittel waren davon betroffen. Damit wurden die deutschbaltischen Großgrundbesitzer, die 700 Jahre lang in Estland wirtschaftlich und politisch tonangebend waren, weitgehend enteignet. Sie durften lediglich 50 Hektar Land behalten. Das Gesetz beseitigte damit die Folgen der aus dem mittelalterlichen Feudalismus stammenden Verteilung des Landeigentums in Estland und Livland.
Die Landreform sollte vor allem den estnischen Kleinbauern sowie den Kriegsveteranen zugutekommen. Sie war innenpolitisch sehr populär, wenn sie auch von den meisten ausländischen Staaten als zu radikal abgelehnt wurde. Sie war eine entscheidende Motivation für die estnischen Soldaten, im Freiheitskrieg für den jungen estnischen Staat zu kämpfen. Mit ihr wurden über 30.000 neue Bauern zu Eigentümern ihres Landes. Das Gesetz legte die Grundlage für den wirtschaftlichen Erfolg und den sozialen Frieden im agrarisch ausgerichteten neuen Staat. Bolschewistischer Propaganda wurde mit dem Landgesetz die Grundlage entzogen.
Das Gesetz nahm vielen deutschbaltischen Adligen allerdings die Lebensgrundlage. Zwischen den estnischen Parteien entbrannte großer Streit darüber, ob die Enteigneten entschädigt werden sollten. Sozialdemokraten und Sozialisten forderten eine entschädigungslose Enteignung, die rechtsgerichtete Landunion sprach sich für Entschädigungszahlungen aus. Erstere setzten sich zunächst durch; allerdings wurde 1926 ein Gesetz zur Entschädigung erlassen, das auf den „realen Landwert“ abstellte.

## Arbeiten an der Verfassung
Am 4. Juni 1919 wurde von der Asutav Kogu ein 15-köpfiger Verfassungsausschuss gewählt. An ihn sandten die Gruppen der Versammlung Vorschläge für die auszuarbeitende estnische Verfassung. Bereits Ende 1919 waren die Arbeiten am Entwurf abgeschlossen. Die Verfassung garantierte in einem Grundrechtekatalog die Menschen- und Bürgerrechte. Die Idee eines Präsidialsystems wurde verworfen. Stattdessen stellte das Staatsorganisationsrecht das Parlament in den Mittelpunkt. Die Verfassung eröffnete mit Volksbegehren und Volksabstimmungen dem Volk zahlreiche demokratische Teilhaberechte.
Im Mai 1920 wurden die Arbeiten der Öffentlichkeit vorgestellt. Am 15. Juni 1920 nahm die Versammlung die erste estnische Verfassung (Eesti Vabariigi Põhiseadus) an. Sie trat am 21. Dezember 1920 in Kraft. Damit war die Aufgabe der verfassungsgebenden Versammlung erfüllt.

## Bilanz
Während ihres Bestehens gab es 170 Sitzungen der Asutav Kogu. Etwa 800 Gesetze wurden von ihr verabschiedet. Wichtige Entscheidungen wie das radikale Landgesetz, eine umfassende Schulreform zur Hebung des Bildungsstandards, das Gesetz zur Abschaffung der Standesunterschiede, die Trennung von Staat und Kirche und viele andere legten den Grundstein eines modernen estnischen Staates.
Die neue, liberale Verfassung war radikal den Bürgerrechten, der Demokratie und der Volkssouveränität verpflichtet. Die Ideen von Rousseau und Montesquieu waren darin verwirklicht. Dies entsprach den politischen Überzeugungen und Hoffnungen der Zeit, begünstigte aber politische Instabilität und führte zu häufig wechselnden estnischen Regierungen. 1934 kam es daher zu einer grundlegenden Verfassungsreform.
Vom 27. bis 29. November 1920 fanden die Wahlen zum neuen estnischen Parlament (Riigikogu) statt. Mit Zusammentritt des ersten Riigikogu am 20. Dezember 1920 erlosch das Mandat der Asutav Kogu.